# Philodromus barmani
Philodromus barmani là một loài nhện trong họ Philodromidae.
Loài này thuộc chi Philodromus. Philodromus barmani được Benoy Krishna Tikader miêu tả năm 1980.